# Семья Реканати
Семья Реканати — одна из известных семей банкиров и бизнесменов в Израиле  . До 2003 года семья Реканати и семья Карассо владела банком Дисконт, который позже стал вторым по величине банком в стране (в дальнейшем третьим по величине) и крупнейшим частным банком в государстве Израиль. Семьи Реканати и Карассо контролировали компанию Al-Yam Anyot (1953—2003), которая на пике своего развития была ведущей компанией в мире в области специализированных перевозок. Банк Дисконт также контролировал Barclays-Discount Bank, банк Меркантиль, 25 % банка Ха-Бейнлеуми, Canada Israel Company  и New York Discount Bank, который в середине 1980-х годов считался 17-м по величине банком Нью-Йорка. Семья Реканати также владела банком DBTC в Швейцарии , а также судоходной компанией Overseas Shipholding Group, которая на пике своего развития была одной из двух крупнейших судоходных компаний в мире . До 2003 года семьи Реканати и Карассо делили холдинговую компанию IDB . Этот холдинг был крупнейшей инвестиционной группой в Израиле, бизнесом управляла семья Реканати. Под контролем семьи находились концерн «Клаль»,  «Дисконт Инвестмент Компани» и «Иланот Бетуха», являвшийся крупнейшим инвестиционным домом в Израиле.

## История

### Леон Реканати (1890—1945)
Леон Иегуда Реканати родился и вырос в Салониках, Греция. Он был потомком раввина и признанного галахического судьи Менахема Реканати, жившего в XIII веке. Фамилия берёт истоки от названия города Реканати на востоке Италии, который в XV и XVI веках стал важнейшим еврейским центром провинции Мачерата. В середине XIX века, вследствие еврейских погромов, семья Реканати поселилась в Салониках, промежуточным пунктом проживания послужил греческий остров Закинф. В детстве Леон Реканати изучал Тору, но получил и общее образование. В 1908 году вместе со своими друзьями Флорентином, Узиэлем и Матлоном он основал первый сионистский клуб «Бней-Цион» в Салониках. В 1928 году Леон Реканати был одним из основателей городского отделения еврейской организации Бней Брит. Представлял еврейскую общину Салоников на Сионистском конгрессе в 1933 году. Учредил стипендиальный фонд для еврейских студентов, переводческую компанию и образовательные курсы. Занимал пост главы еврейской общины в Салониках  . В Греции руководил табачной фабрикой «Помаро» .

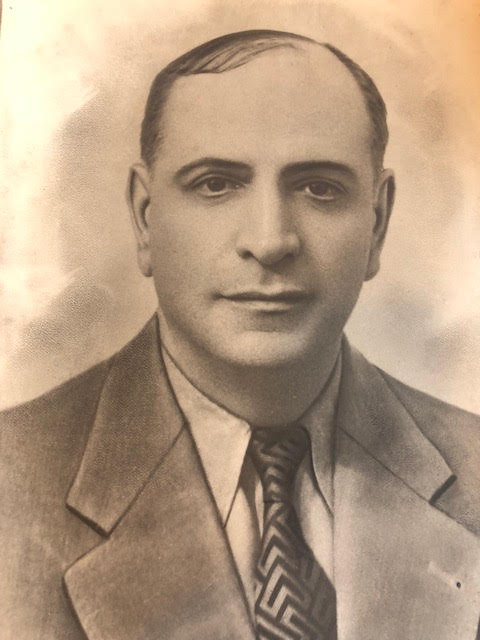

Иммигрировал в Израиль в 1935 году, в то время евреи Салоников, насчитывавшие 7500 человек, составляли самую крупную группу выходцев из одного города. В 1935 году вместе с Моше Карассо и Моше Эльво основал банк Дисконт, с капиталом в 60 тысяч фунтов. В 1943 году общая сумма депозитов в банке составила 417 тысяч фунтов, а его баланс — 800 тысяч фунтов . В 1944 году банк Дисконт приобрёл большую часть акций Хайфского торгового банка . В 1940-х годах Авраам Хасидов вместе с сыном Леона, Гарри Реканати, основали одну из крупнейших компаний по недвижимости в Израиле Недвижимость и строительная компания.
После иммиграции в Израиль Леон Реканати вошёл в руководство НКО Керен ха-Йесод. Его компании Баним ла-Гвулам и «Лашда» помогали основать сефардские сельскохозяйственные поселения в Земле Израиля (Цур Моше, Кфар-Хитим и Бейт-Халеви) и поддержали уже существующие поселения. Леон был членом правления Еврейского агентства, а в 1936 году был делегатом Всемирного еврейского конгресса в Женеве. Вместе с Моше Карассо и Хаем Перецом основал «Флорентийский фонд» для спасения брошенных еврейских детей. Основал Географический институт при Еврейском университете и поддерживал писателей и поэтов. В 1936 году основал «Дешёвую кухню для нуждающихся» . В 1938 году основал «Фонд учащихся», стипендией которого награждались сто студентов средних и высших учебных заведений в Испании. Руководил одним из культурных центров Тель-Авива — клубом «Кадима». Помогал в создании ассоциации журналистов Израиля Бейт Соколов (в Тель-Авиве) и был главой тель-авивской сефардской общины    .
Леон Реканати скончался в возрасте 54 лет.
В 1985 году Служба марок выпустила марку с его портретом, а Израильское общество медалей и монет выпустило медали с его портретом. Его сыновья основали в его честь различные учреждения, в том числе дом престарелых Леона Рекнати в Петах-Тикве, Высшую школу делового администрирования Тель-Авивского университета и синагогу Иегуда в Тель-Авиве в память об общине Салоников.
Старший брат Леона, Авраам-Шмуэль, был репортером Die Walt и The Jewish Chronicle, заместителем мэра Салоников, иммигрировал в Израиль в 1933 году и был членом Кнессета 1-го созыв от движения Херут.
Леон Реканати был женат на Матильде Спорте, потомке депортированной из Испании купеческой семьи. У них было четверо сыновей: Захария, Даниэль, Рафаэль и Джейкоб.

### Второе поколение — четверо сыновей Леона Реканати

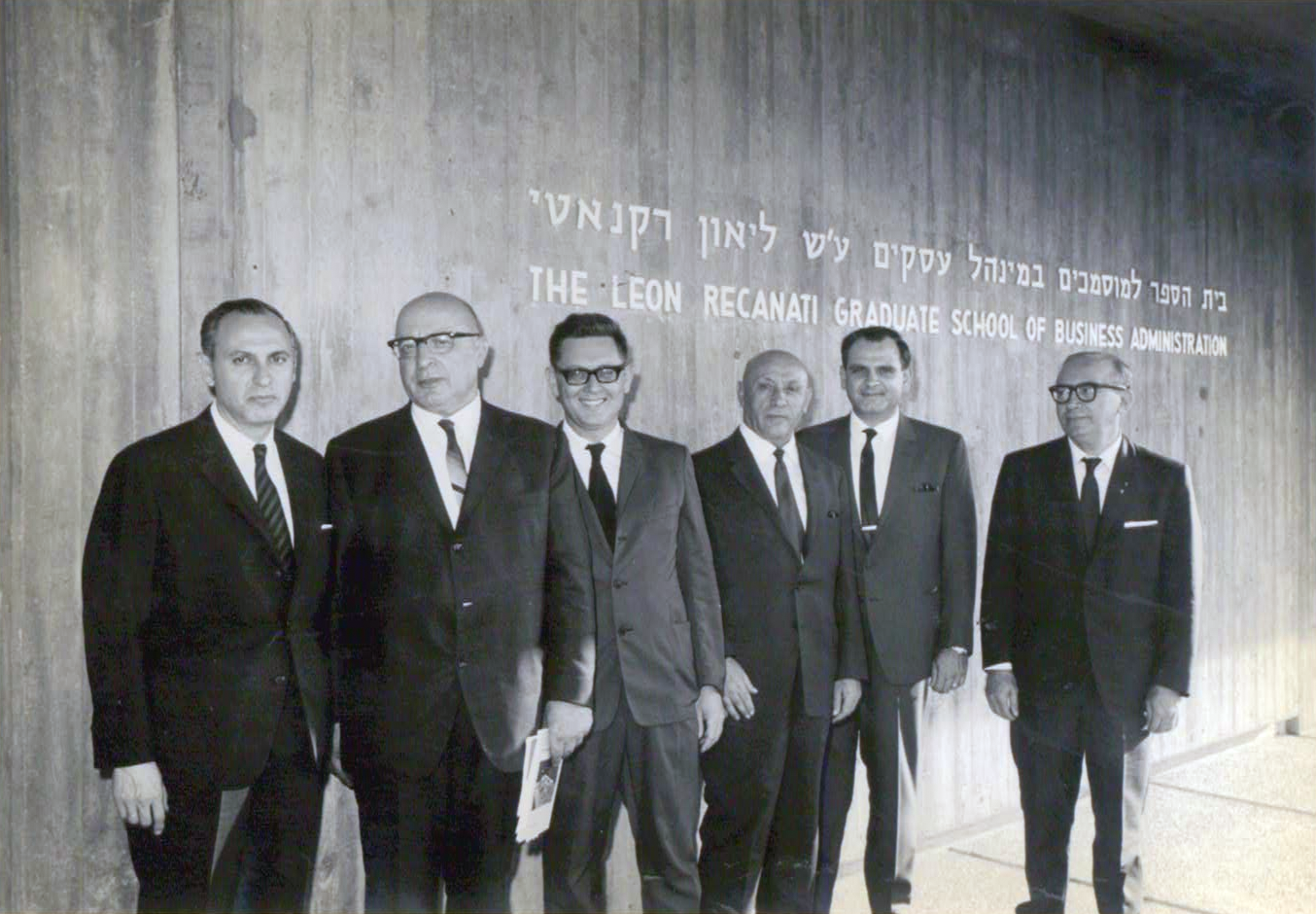
Второй справа Яаков (Зак) Реканати и первый слева Даниэль Реканати на церемонии открытия Высшей школы делового администрирования Тель-Авивского университета.

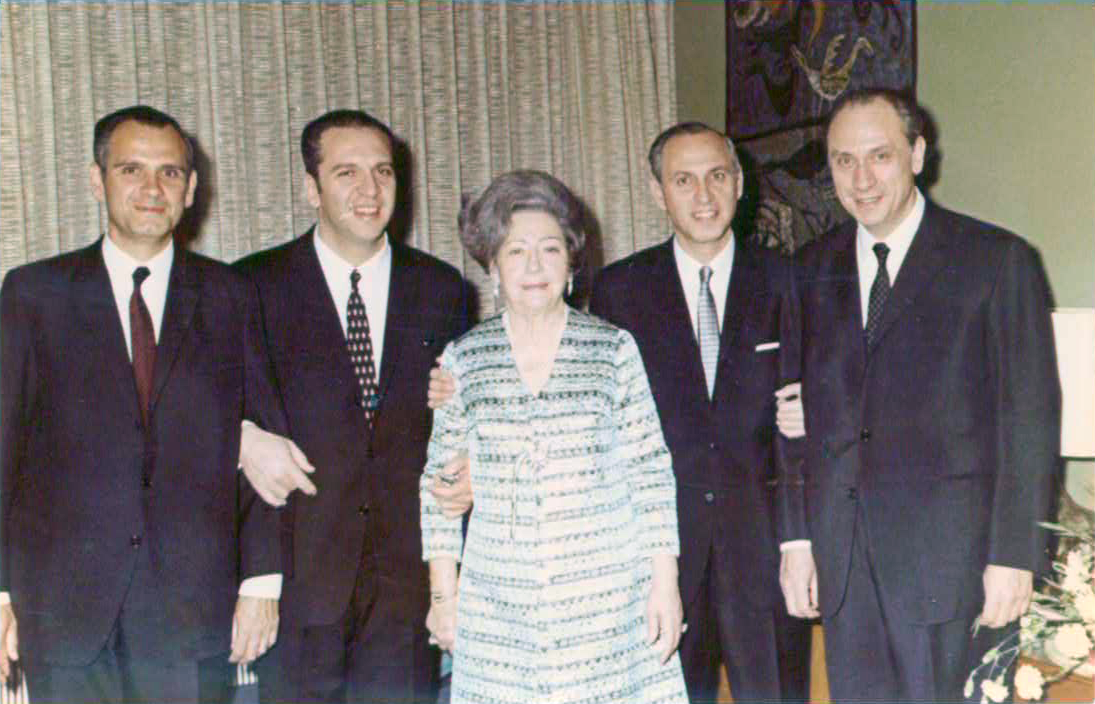
Четыре брата (сыновья Леона Реканати) с матерью Матильдой Реканати. Справа налево: Захария (Гарри), Дэниель, мать Матильда, Рафаэль и Джейкоб (Жак) Реканати.

В 1949 году владельцы банка Дисконт приобрели контроль над «Израильской финансовой и инвестиционной компанией», которая с этого времени начала инвестировать в промышленные компании.
В 1950 году сыновья Реканати получили франшизу на шинный завод" Генерал" (позже «Шимшон»), в том же году вместе с семьей Хаками основали страховую компанию «Феникс» .
В 1961 году банк Дисконт на Лондонской фондовой бирже учредил компанию Discount Investments, которая:
- приобрела половину компании ISCAR
- основала компанию Технологият Лехавим[ивр.]
- инвестировала в компании Elbit Systems, Эльрон[англ.], Эльсинт[англ.]
- основала местную компанию Бринкс[англ.]
- выступила партнёром в основании «фабрики Ярлова» [32] и «Израильской научно-исследовательской компании»[33].

В 1968—1985 годах директором «Discount Investments» был Дан Толковски. Он основал Банк развития и ипотеки, который до 1966 года возглавлял Бено Гитар. Дисконт был одним из 10 компаний, учредителей концерна Clal .
В 1969 году Дэнни и Рафаэль Реканати основали холдинговую компанию IDB, которая контролировала банк Дисконт и его дочерние компании.
В октябре 1983 года в Израиле разразился банковский кризис. Банки были национализированы, все главы крупнейших банков, в том числе Рафаэль Реканати и его племянник Леон Реканати, были вынуждены уйти в отставку. Члены семей Реканати и Карассо отказались от выкупа своих акций у них осталось 13 % акций, остальные акции принадлежали государству. Управление Idibi и её дочерними компаниями Discount Investments осталось в руках семьи Реканати .
В 1991 году семьи вернули контроль над холдинговой компанией IDB, заплатив правительству Израиля 230 миллионов долларов. Среди наиболее известных инвестиций этого холдинга были: Селком, Saitex, Gilat Communications, продюсерская компания Телъад, торговая сеть Шуферсаль, Delek, Недвижимость и строительная компания,Эльрон, Tevel, Тамбур и Nice (по состоянию на 1998 год). Холдинг имел долю в собственности Барак,сети магазинов Kitan, ECI Telecom, текстильного комплекса Polgat, Mivtach Shamir, компании по изготовлению замков Рав Бриах, Tefron, эко-компании Клиль, Clal Insurance Holdings и фондов венчурного капитала (по состоянию на 1999 год) ) . Холдинговая компания также была акционером компаний Ormat, страховой компании Клаль Битуах, Азорим, Clal Electronics, Эльбит, Яфора и Неяр Хадера(по состоянию на 2001 год) .
В 1996 году Верховный суд по апелляции отменил тюремные приговоры, оставив только штраф. В 1996 году холдинговая компания IDB усилила свой контроль над концерном Клаль (Израиль), купив акции банка Апоалим. Discount Investments была контролирующим владельцем вместе с банком Апоалим в Delek Group, которая перешла к Ицхаку Тшува в ходе враждебного поглощения в 1998 году  .
В 1952 году семья Реканати основала в Швейцарии банк DBTC (Discount Bank and Trust Company), в 1998 году банк управлял активами на сумму 16 миллиардов швейцарских франков, было открыто представительство в Израиле. В 2002 году швейцарский банк был продан семье Де Пиццото, которая объединила его с принадлежащим ей банком UBP.
С середины 1950-х годов Дисконтный банк управлял двумя благотворительными фондами. Начиная с середины шестидесятых годов семья управляла частным благотворительным фондом имени Иехуды Леона Реканати, который выделял процент от гонораров за управление, получаемых владельцами из прибыли банка. Discount Bank внес свой вклад в культуру и искусство через структуру, созданную Леоном Реканати под названием «Фабрики Дисконта» .

### Захария (Гарри) Реканати (1918—2011) — старший сын
В 1945 году, после смерти отца, Леона Иегуды Реканати, 26- летний Гарри Реканати стал управляющим банка Дисконт. В начале пятидесятых годов он переехал в Женеву, также вел бизнес в Южной Америке, потом жил в Лондоне. В 2000 году основал «Фонд Гарри и Мартина Реканати»(изменён на Фонд Гарри Реканати), в рамках которого действует частная организация «Музеи Ралли»  (отвечает за основанные им музеи в Уругвае, Чили, Кесарии и Испании, посвященные латиноамериканскому искусству и за «Коллекцию произведений искусства Реканати»).

### Даниэль Реканати (1921—1984)

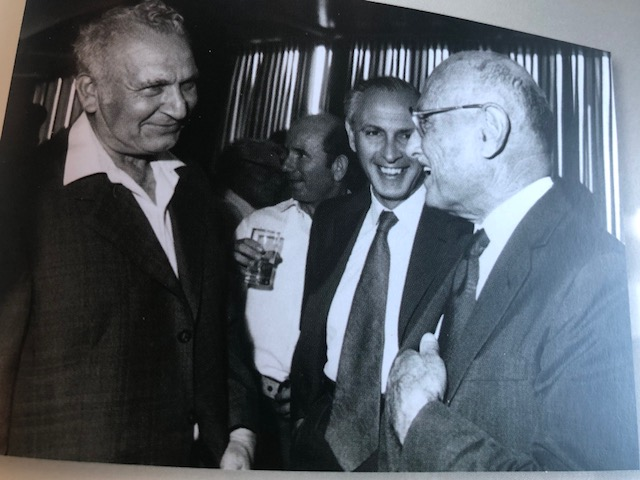
Даниэль Реканати с Президентом Государства Израиль Эфраимом Кациром

В 1954 пришла пора Даниэля Реканати быть председателем совета директоров и генеральным директором банка Дисконт. В 1969 году он основал холдинг IDB, в 1981 году — IDB Питуах. Компания владела контролем над инвестиционными компаниями PC Withron, большей частью акций DIC, одной третью акций банка Canada-Israel, акциями Discount Group в Клаль (Израиль) и акциями инвестиционной компании Baron de Rothschild Isroup. Даниэль Реканати способствовал созданию Школы делового администрирования Тель-Авивского университета. Был председателем совета директоров DBTC Bank в Швейцарии. В апреле 1981 года из-за болезни ушёл из активного управления банка Дисконт. За время его правления банк стал вторым по величине в Израиле и одним из двухсот крупнейших банков мира. В 1946 году Даниэль Реканати женился на Матильде, дочери Энгеля Карсо, и у них родилось двое детей: Леон Реканати и Йоди Юваль Реканати.Семья Реканати внесла свой вклад в создание Национального музея науки, технологий и космоса Мадатек в память о Даниэле и Матильде Реканати .

### Рафаэль Реканати (1924—1999)
В 1949 году Рафаэль Реканати переехал в Нью-Йорк и до 1981 года управлял нью-йоркским представительством банка Дисконт. В 1981 году стал председателем совета директоров банка.
С 1983 года занимал пост председателя и главного бизнес-менеджера группы ИБР, участвовал в преднамеренных действиях по регулированию цен на акции банка Дисконт, но в 1986 году, вместе с другими членами семьи Реканати, был вынужден выйти из руководства банка вследствие банковского кризиса в Израиле, после комиссии Бейского и национализации израильских банков.
Вместе со своим братом он способствовал открытию кафедры в Технионе и школы медсестер в Университете имени Бен-Гуриона.
Рафаэль Реканати женился на художнице Дине Хеттене, с которой познакомился, когда был посланником Хаганы в Александрии. У них было два сына: Уди и Михаил. В 2003 году они выделили 15 миллионов шекелей на создание генетического центра в Медицинском центре Рабина в больнице Бейлинсон.

### Яаков(Жак) Реканати (1927—1997)
Учился в Еврейской средней школе Герцлии, получил степень магистра Мичиганского университета (специальность корабельный инженер), был членом Хаганы, служил в Пальмахе и ЦАХАЛе. Занимал пост генерального директора грузовых судов "Аль-Ям " и вице-президента Израильской палаты судоходства. От брака с Элин (1952), дочери Аарона Розина, с которой познакомился во время учёбы в США, родились трое сыновей: Ли-он Иегуда, Давид и Ариэль.

### Третье поколение
В 1999 году, после смерти Рафаэля Реканати, занимавшего пост председателя IDB, Леон и Уди Реканати были назначены сопредседателями. Семье Карассо принадлежало 21 % акций IDB, а семье Реканати — 30 % . В 2003 году доля семьи Реканати была продана Нохи Данкнеру и семьям Манор и Левант за 430 миллионов долларов при стоимости компании в 840 миллионов долларов, годом ранее стоимость компании составляла 1,3 миллиарда долларов. Семейная собственность была разделена между сыновьями Рафаэля Реканати (40 %), сыновьями Даниэля Реканати (40 %) и сыновьями Яакова Реканати (20 %). .
В 2002 году семья продала DBTC Bank в Швейцарии. Семья владела судоходной компанией Overseas Shipholding Group Overseas Shipholding Group, которая на пике своего развития была второй в в мире, Уди и его двоюродный брат Ариэль входили в её совет директоров. В 2013 году компания потеряла 99 % своей стоимости.
В 1985 году семья сделала первоначальное пожертвование в размере 1,5 миллиона долларов на создание музея науки в Технионе в районе Адар в Хайфе в память о Даниэле и Матильде Реканати . В 1998 году семья пожертвовала 3,5 миллиона долларов на создание научно-исследовательского института стрессовых ситуаций при Медицинском центре Рабина .

### Дети Даниэля Реканати

#### Леон Реканати
Леон Реканати родился в 1948 году в Тель-Авиве. Был заместителем генерального директора банка Дисконт. Начиная с 1986 года занимал должность генерального директора IDB совместно с Уди Реканати. Был председателем компаний Шуферсаль и Делек в 1990-х годах, а также председателем компаний «Клаль Исраэль», «Клал Индастриз» и «Азорим». Назначен сопредседателем IDB в 1999 году, был председателем холдинга до его продажи Нохи Данкнеру в 2003 году . В том же году основал инвестиционную компанию «Glenrock Israel», специализирующуюся на технологиях и науках о жизни (на 2018 год).
В 1985 году, в память о своих родителях Даниэле и Матильде, основал Мадатек, с 1991 года занимал пост его председателя. В 2000 году основал ассоциацию Тапуах, обучающую детей и взрослых из развивающихся городов Интернету (на 2009 год обучились 480 000 человек) . Учредил, (совместно с профессором Джейкобом Купом, Эли Алалуфом и Стэнли Чейзом) Премию Реканати. Занимает должности вице-председателя Онкологического общества и председателя кинопроекта Фонда Рабиновича  . В 2011 году основал Центр греческого наследия Салоников и дом престарелых, названный в честь его деда, а в 2012 году был включен в список десяти крупнейших филантропов Израиля.
В 1999 году был удостоен звания почётного доктора Техниона, в 2002 году — Тель-Авивского университета, в 2011 году ему было присвоено почётное гражданство города Хайфы. В 2015 году приобрёл скелет компании IDB на фондовой бирже в Тель-Авиве (входит в ТА-125).

#### Йоди Юваль Реканати
Йоди Юваль Реканати родилась в 1951 году. Вместе с психиатром доктором Йосси Хадаром основала Наталь (центр психической и социальной помощи жертвам травм на национальном уровне). В 2011 году вошла в список выдающихся филантропов Израиля. За создание компании Наталь и её общественную и филантропическую деятельность получила премию Рапапорта. Управляет компанией «Гандир Инвестментс»  и занимается благотворительной деятельностью в рамках Фонда Гандира . Она вдова доктора Исраэля (Роли) Юваля и мать трёх дочерей.

### Дети Рафаэля Реканати

#### Ауди Реканати
Родился в 1949 году. Занимал должность заместителя генерального директора банка Дисконт и отвечал за международную деятельность банка. После комиссии Бейского в 1986 году вместе с отцом покинул руководство банком и перешёл в управление холдинга IDB . В 1997 году был назначен председателем правления "Инвестиционной компании «Дисконт», а с 1999 года — сопредседателем холдинга IDB, с 2003 года управляет компанией «Нафтали Инвестментс». В 1999—2002 годах занимал пост председателя швейцарского банка DBTC.
Ведёт благотворительную деятельность через семейный фонд имени его родителей Дины и Рафаэля Реканати. Председатель правления Междисциплинарного центра Герцлии , пожертвовал 20 миллионов долларов на создание и развитие международной школы имени Рафаэля Реканати. Занимал пост председателя «Глобального движения Маккаби» в 2002 году. Живёт в Кфар-Шмариаху. Его сын Шай — вице-председатель баскетбольного клуба «Маккаби Тель-Авив» .

#### Михаэль (Майкл) Реканати
Родился в 1957 году. Большую часть жизни прожил в Нью-Йорке. В 1987—1995 годах — вице-президент судоходной компании OSG. Был председателем Международной школы Рафаэля Реканати. Умер в возрасте 58 лет.

### Дети Якоба (Жака) Реканати

#### Ленни Реканати
Родился в 1953 году. Занимал пост председателя правления «Делек» в 1997—1999 годах и «Иланот Тефа» в 1985—2003 годах, владел баскетбольным клубом Бней Герцлия вместе со своим сыном Талем, который ранее играл в команде. Управляет своим бизнесом через компанию Scale Financial Holdings. Основал винодельню Реканати . Состоял 25 лет в браке с Лори Реканати, художнице по мозаике, у них двое сыновей и дочь. Повторно женился на актрисе Шире Фарбер.

#### Дэвид Реканати
Родился в 1956 году. Ведёт бизнес в сфере судоходства и недвижимости, живёт в Лондоне и Тель-Авиве, имеет сына и дочь.

#### Ариэль Реканати
Родился в 1963 году. Основал компанию по очистке воды Waterlogic   (продана в 2014 году)/ Управляет своими инвестициями через Maritime Overseas Corp. Живёт в Нью-Йорке, женат на Таль и имеет двух дочерей.